# Breidenbach (Reichshof)
Breidenbach ist eine der 106 Ortschaften der Gemeinde Reichshof im Oberbergischen Kreis im nordrhein-westfälischen Regierungsbezirk Köln in Deutschland.

## Lage und Beschreibung
Die nächstgelegenen Zentren sind Gummersbach (10 km nordwestlich), Köln (54 km westlich) und Siegen (46 km südöstlich).

## Geschichte

### Erstnennung
1487 wurde der Ort das erste Mal urkundlich erwähnt und zwar „Aleff van Breydenbach ist aufgeführt in der Auftragung (Darlehnsliste) für Hz. Wilhelm III. v. Berg.“
Schreibweise der Erstnennung: Breydenbach
| Bevölkerungsentwicklung | Bevölkerungsentwicklung |
| Jahr                    | Einwohner               |
| ----------------------- | ----------------------- |
| 1946                    | 70                      |
| 1991                    | 32                      |
| 2005                    | 35                      |
| 2008                    | 34                      |
| 2017                    | 34                      |
| 2018                    | 32                      |
| 2019                    | 30                      |